# Come Undone (canción de Duran Duran)
«Come Undone» —en español: «Deshacerse/Deshecho»— es el vigécimoctavo sencillo de la banda británica de new wave Duran Duran. Fue lanzado en marzo de 1993 como el segundo sencillo del álbum Duran Duran (The Wedding Album).
Con su éxito comercial y de crítica restablecido por el anterior sencillo "Ordinary World", "Come Undone", continuó para mostrar más de la entrada de la banda en el género adulto contemporáneo. El sencillo resultó ser segundo consecutivo EE. UU. top ten hit del grupo del álbum de Wedding. También fue popular en los otros mercados de Reino Unido e internacionales.

## La canción
El Guitarrista del grupo en ese momento, Warren Cuccurullo, se atribuye el desarrollo de la instrumentación de "Come Undone", lo más importante de su gancho de guitarra, que él desarrolló mientras trataba de hacer una re-interpretación de "First Impression" de su álbum de 1990 Liberty. En 2005, Cuccurullo reveló al autor Steve Malins que él y Nick Rhodes habían previsto inicialmente el uso de la canción para un proyecto fuera de Duran Duran con Gavin Rossdale, pero había cambiado de planes cuando el cantante Simon Le Bon se aficionó a la música y comenzó a escribir letras sobre el terreno.
Rhodes se explayó sobre la creación de la canción en el álbum 20 aniversario en 2013. "Fue algo que Warren y yo empezamos a escribir junto con algunas otras cosas sobre las que habíamos estado tocando. Simon llegó, escuchó lo que estábamos haciendo, y dijo: "¡Wow, me encanta eso! 'Y así se convirtió en una canción de Duran Duran'. La canción fue incluida como una adición de último minuto de su álbum homónimo en 1993, con las letras están escritas por Le Bon como un regalo para su esposa, Yasmin.

## Video musical
El video musical de "Come Undone" fue dirigido por Julien Temple. Las tomas de la banda fueron filmadas en el Acuario de Londres, que fueron intercalados con viñetas breves de personas de varias maneras. Estas viñetas son una niña que ve a sus padres juntos, una pareja de ancianos que han sobrevivido a una inundación, una alcohólica y un hombre quien realmente es una mujer transgénero. También se ve en el video a una mujer (con la voz de Tessa Niles), que lucha bajo el agua para liberarse de las cadenas que la atan.
Una parte del video musical se puede ver en el episodio "No Laughing" del show de MTV Beavis and Butt-head, que se emitió en julio de 1993.

## Formatos y canciones
– Sencillo en 12": Parlophone
1. «Come Undone» (Edit) – 4:15
2. «Ordinary World» (Versión acústica) – 5:05

 – Sencillo en 12": MC Capitol
1. «Come Undone» – 4:31
2. «Skin Trade» – 4:25

 – CD: Parlophone
1. «Come Undone» – 4:31
2. «Rio» – 5:33
3. «Is There Something I Should Know?» – 4:05
4. «A View to a Kill» – 3:33

 – CD: MC Capitol
1. «Come Undone» (LP Versión) – 4:41
2. «Come Undone» (Mix 1 Master) – 7:23
3. «Skin Trade» (Parisian Mix) – 8:10
4. «Stop Dead» – 4:32

- CD: Part of "Singles Box Set 1986-1995" boxset

1. «Come Undone» (Edit) – 4:15
2. «Ordinary World» (Acoustic Version) – 5:05
3. «Come Undone» (FGI Phumpin' 12") – 8:14
4. «Come Undone» (La Fin de Siècle.) – 5:25
5. «Come Undone» (Álbum Versión) – 4:31
6. «Rio» – 5:33
7. «Is There Something I Should Know?» – 4:05
8. «A View to a Kill» – 3:33

## Posicionamiento en listas y certificaciones
| Listas (1993)                       | Mejor posición |
| ----------------------------------- | -------------- |
| Australia (ARIA)                    | 19             |
| Bélgica (Flandes) (Ultratop 50)     | 30             |
| Canadá (Canadian Singles Chart)     | 2              |
| Finlandia (OFC)                     | 48             |
| Estados Unidos (Billboard Hot 100)  | 7              |
| Estados Unidos (Modern Rock Tracks) | 12             |
| Estados Unidos (Adult Contemporary) | 19             |
| Estados Unidos (Top 40 Mainstream)  | 3              |
| Francia (SNEP)                      | 26             |
| Alemania (German Singles Chart)     | 42             |
| Irlanda (Irish Singles Chart)       | 9              |
| Italia (Italian Singles Chart)      | 6              |
| Nueva Zelanda (Recorded Music NZ)   | 19             |
| Reino Unido (UK Singles Chart)      | 13             |
| Suecia (Sverigetopplistan)          | 21             |
| Israel (Reshet Gimel)               | 2              |

| País           | Lista anual (1993) | Posición |
| -------------- | ------------------ | -------- |
| Estados Unidos | Billboard Hot 100  | 41       |
| Israel         | Reshet Gimel       | 1        |

## Otras apariciones
Álbumes:
- Duran Duran, "The Wedding Album" (1990)
- Greatest (1998)
- Singles Box Set 1986-1995 (2005)